# Dignity Health Event Center
Le Dignity Health Event Center est une salle omnisports à Bakersfield (Californie). Ses locataires étaient les Jam de Bakersfield (NBA Development League) de 2009 à 2016.